# Museu del Bardo
El Museu del Bardo o Museu Nacional del Bardo és el principal museu de Tunísia, situat a la municipalitat del Bardo, a la governació de Tunis. Té una gran varietat de peces arqueològiques, joies i mosaics únics. El mateix edifici és digne d'observació. L'edifici principal fou construït a la segona meitat del segle xix per ser destinat a palau; fou convertit en museu el 1882 i fou batejat llavors Museu Alaoui (d'Alí el bei, que va governar del 1882 al 1902); un espai adjacent, que era un antic palau del bei (relativament petit, construït el 1831-1832) s'hi va afegir el 1899 per albergar les col·leccions d'art islàmic.
En destaca la sala amb la cúpula, el gran pati cobert, la sala de música i els apartaments privats.
La peça més antiga és un objecte trobat al Guetar que té uns 40.000 anys; les peces modernes són recents, objectes de la vida quotidiana moderna. El nombre de sales n'és de 34, de les quals les principals són:
La sala V o dels mosaics cristians, amb esteles i baixos relleus púnics i líbics, i objectes funeraris d'època cristiana amb mosaics de tomba i sarcòfags.
La sala IX, dedicada al món romà, és l'antic pati del palau; té nombroses estàtues de la Cartago romana i d'altres llocs com Útica, Oudna, Altuburos, Dougga i d'altres. També hi ha alguns paviments (mosaics) i estatuetes.
La sala X o sala de Sussa, antiga sala de festes del palau, conté diversos mosaics i n'és el més destacat un paviment mosaic procedent de Sussa (Hadrumetum) i altres mosaics famosos procedents de Cartago.
La sala de Dougga (XI), amb els millors mosaics trobats a Dougga.
La sala de Virgili (XV), on hi ha el mosaic de Virgili considerat el millor del món.
Les sales de Mahdia (XVI i XXII), on hi ha les troballes submarines a la costa de Mahdia, escultures de marbre i bronze de gran qualitat i alguns mosaics de Cartago, Útica i Tisdre (El Djem).
El pati del palau forma una sèrie de sales dedicades a la civilització arabomusulmana, amb dues seccions: l'una de l'edat mitjana i una altra d'etnogràfica, que mostra objectes de la vida dels darrers dos o tres segles a Tunísia. La primera té una sèrie d'objectes que inclouen sarcòfags, esteles i d'altres que es troben en el camí a la sala IV, on hi ha nombroses vitrines en què s'exposen alguns alcorans (dels segles ix, x i xi), manuscrits i altres rareses; també brodats egipcis, escultures de fusta, una cadira d'oració de la gran mesquita de Kairuan del segle ix, i algun relleu en marbre d'època fatimita. Igualment, hi ha joies, monedes d'or, manuscrits de tractats de medicina, copes de coure, gots, i ceràmiques aglàbides i fatimites (entre aquestes, el famós plat conegut com «el cavaller de Sabra».

## Imatges

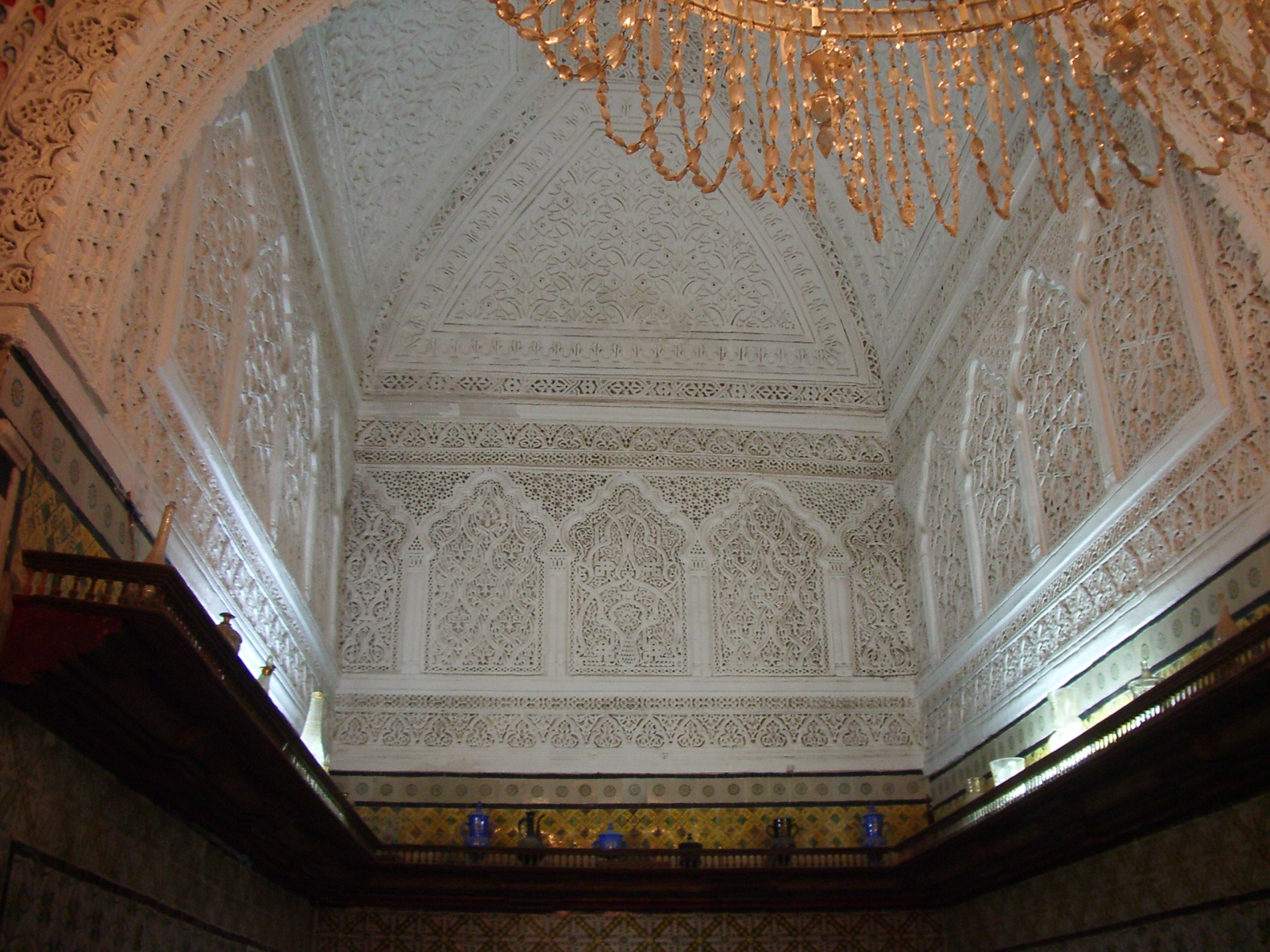
Sala del museu
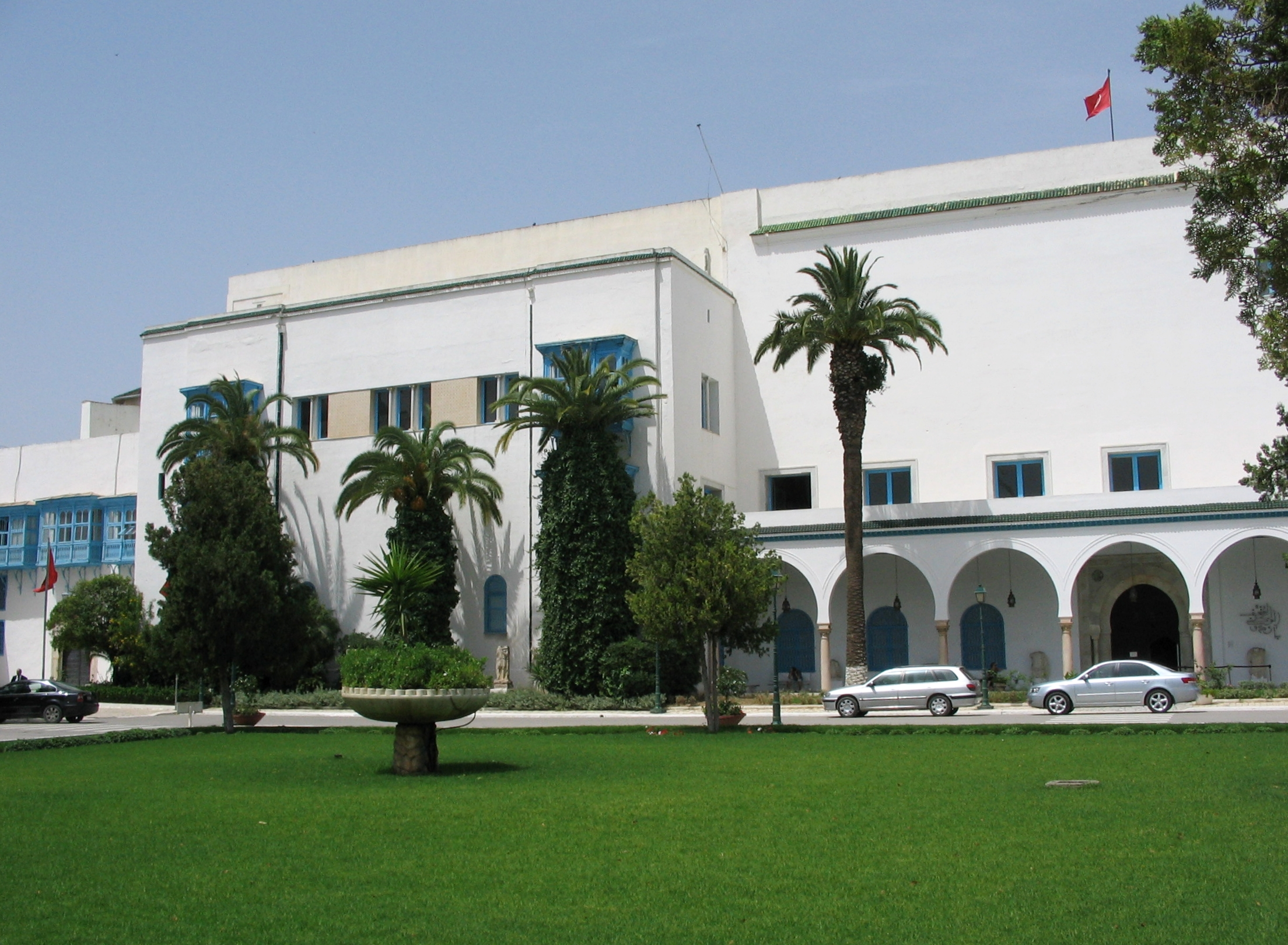
Museu